# Carles d'Ollers
Carles d'Ollers va néixer probablement a Barcelona al segle xvi.Rector de la Universitat de l'Estudi General de Barcelona l'any 1586.

## Biografia
Carles d'Ollers, doctor en dret civil i canònic; jurista. Va ser nomenat Rector de la Universitat de l'Estudi General de Barcelona l'any 1586 quan era assessor de la Batllia General.
El seu nomenament generà tensió i aldarulls en ser acusat d'incompatibilitats per catedràtics i estudiants que no van veure amb bons ulls que fos assessor jurídic de la Batllia i proposaren un altre rector. Els consellers finalment el van destituir del càrrec i el va succeir Francesc Robuster. Va morir probablement a Barcelona a finals del segle XVI o principi del segle xvii.